# Elena Vodorezova
Elena Germanovna Vodorezova, coniugata Bujanova (in russo Елена Германовна Водорезова-Буянова?; Mosca, 21 maggio 1963), è un'ex pattinatrice artistica su ghiaccio sovietica, dal 1991 russa.

## Palmarès
| Internazionali            | Internazionali | Internazionali | Internazionali | Internazionali | Internazionali | Internazionali | Internazionali |
| Evento                    | 1975–76        | 1976–77        | 1977–78        | 1979–80        | 1981–82        | 1982–83        | 1983–84        |
| ------------------------- | -------------- | -------------- | -------------- | -------------- | -------------- | -------------- | -------------- |
| Giochi olimpici invernali | 12°            |                |                |                |                |                | 8°             |
| Campionati mondiali       | 11°            | 7°             | 6°             | R              | 5°             | 3°             |                |
| Campionati europei        | 8°             | 5°             | 3°             |                | 3°             | 2°             | R              |
| Prize of Moscow News      | 1°             | 1°             |                |                |                |                |                |
| Nazionali                 |                |                |                |                |                |                |                |
| Campionati sovietici      | 1°             | 1°             |                | 1°             | 1°             | 1°             |                |
| R = Ritirata              |                |                |                |                |                |                |                |